# Nealcidion minimum
Nealcidion minimum là một loài bọ cánh cứng trong họ Cerambycidae.